# Nassau Veterans Memorial Coliseum
Nassau Veterans Memorial Coliseum – hala sportowa znajdująca się w Uniondale koło Nowego Jorku w Stanach Zjednoczonych. Hala ta została wybudowana na miejscu dawnej bazy Sił Powietrznych i Armii Stanów Zjednoczonych.

## Użytkownicy
- 2007–nadal: New York Titans (NLL)
- 2001–nadal: New York Dragons (AFL)

Drużyny wcześniej rozgrywające mecze w hali
- 1972–2015: New York Islanders (NHL)[1]
- 1971–1977: New Jersey Nets (NBA)
- 1978–1984: New York Arrows (MISL)
- 1986–1987: New York Express (MISL)
- 1989–2001: New York Saints (NLL)

## Informacje
- adres: 1255 Hempstead Turnpike, Uniondale, New York
- otwarcie: 1972
- koszt budowy: 31 mln USD
- pojemność: 16 234 miejsc